# Olympische Sommerspiele 2004/Teilnehmer (Niederlande)
| Gelbes Symbol für Goldmedaillen mit stilisierten Olympischen Ringen | Graues Symbol für Silbermedaillen mit stilisierten Olympischen Ringen | Braundes Symbol für Bronzemedaillen mit stilisierten Olympischen Ringen |
| ------------------------------------------------------------------- | --------------------------------------------------------------------- | ----------------------------------------------------------------------- |
| 4                                                                   | 9                                                                     | 9                                                                       |

Die Niederlande nahmen an den Olympischen Sommerspielen 2004 in der griechischen Hauptstadt Athen mit 210 Sportlern, 76 Frauen und 134 Männern, teil.
Seit 1900 war es die 23. Teilnahme der Niederlande bei Olympischen Sommerspielen.

## Flaggenträger
Der Judoka Mark Huizinga trug die Flagge der Niederlande während der Eröffnungsfeier im Olympiastadion; bei der Schlussfeier wurde sie von der Radsportlerin Leontien Zijlaard-van Moorsel getragen.

## Medaillengewinner
Mit vier gewonnenen Gold-, neun Silber- und neun Bronzemedaillen belegte das niederländische Team Platz 18 im Medaillenspiegel.

### Gold
| Name/n                        | Sportart  | Wettkampf                  |
| ----------------------------- | --------- | -------------------------- |
| Leontien Zijlaard-van Moorsel | Radsport  | Damen, Straßenrennen       |
| Anky van Grunsven             | Reiten    | Dressur, Einzel            |
| Inge de Bruijn                | Schwimmen | Damen, 50 Meter Freistil   |
| Pieter van den Hoogenband     | Schwimmen | Herren, 100 Meter Freistil |

### Silber
| Name/n | Sportart  | Wettkampf                      |
| --- | --------- | ------------------------------ |
| Mia Audina | Badminton | Damen, Einzel                  |
| Matthijs Brouwer, Ronald Brouwer, Jeroen Delmeé, Geert-Jan Derikx, Rob Derikx, Marten Eikelboom, Floris Evers, Erik Jazet, Karel Klaver, Jesse Mahieu, Teun de Nooijer, Rob Reckers, Taeke Taekema, Klaas Veering, Guus Vogels & Sander van der Weide                                       | Hockey    | Herrenturnier                  |
| Minke Booij, Ageeth Boomgaardt, Chantal de Bruijn, Mijntje Donners, Miek van Geenhuizen, Sylvia Karres, Lieve van Kessel, Fatima Moreira de Melo, Eefke Mulder, Lisanne de Roever, Maartje Scheepstra, Janneke Schopman, Clarinda Sinnige, Minke Smabers, Jiske Snoeks, Macha van der Vaart | Hockey    | Damenturnier                   |
| Edith Bosch | Judo      | Damen, Mittelgewicht           |
| Theo Bos | Radsport  | Herren, Sprint                 |
| Michiel Bartman, Chun Wei Cheung, Geert-Jan Derksen, Gerritjan Eggenkamp, Jan-Willem Gabriëls, Daniël Mensch, Diederik Simon, Matthijs Vellenga & Gijs Vermeulen | Rudern    | Herren, Achter                 |
| Inge de Bruijn | Schwimmen | Damen, 100 Meter Freistil      |
| Pieter van den Hoogenband | Schwimmen | Herren, 200 Meter Freistil     |
| Pieter van den Hoogenband, Johan Kenkhuis, Mark Veens, Mitja Zastrow & Klaas-Erik Zwering | Schwimmen | Herren, 4 × 100 Meter Freistil |

### Bronze
| Name/n | Sportart  | Wettkampf                          |
| --- | --------- | ---------------------------------- |
| Dennis van der Geest | Judo      | Herren, Schwergewicht              |
| Deborah Gravenstijn | Judo      | Damen, Leichtgewicht               |
| Mark Huizinga | Judo      | Herren, Mittelgewicht              |
| Bart Brentjens | Radsport  | Herren, Mountainbike               |
| Leontien Zijlaard-van Moorsel | Radsport  | Damen, Verfolgung                  |
| Hurnet Dekkers, Annemiek de Haan, Nienke Hommes, Annemarieke van Rumpt, Sarah Siegelaar, Marlies Smulders, Helen Tanger, Froukje Wegman & Ester Workel | Rudern    | Damen, Achter                      |
| Kirsten van der Kolk & Marit van Eupen | Rudern    | Damen, Leichtgewichts-Doppelzweier |
| Inge de Bruijn | Schwimmen | Damen, 100 Meter Schmetterling     |
| Inge de Bruijn, Inge Dekker, Chantal Groot, Annabel Kosten & Marleen Veldhuis                                                                          | Schwimmen | Damen, 4 × 100 Meter Freistil      |

## Teilnehmer nach Sportarten

### Badminton
- Mia Audina
Damen, Einzel: Bronze 
Damen, Doppel: 5. Platz

- Chris Bruil
Mixed, Doppel: 9. Platz

- Lotte Bruil-Jonathans
Mixed, Doppel: 9. Platz
Damen, Doppel: 5. Platz

- Yao Jie
Damen, Doppel: 9. Platz

### Baseball
- Herrenteam
6. Platz

- Kader
Sharnol Adriana
Wladimir Balentien
Johnny Balentina
Patrick Beljaards
Maikel Benner
Yurendell de Caster
Ivanon Coffie
Rob Cordemans
Robin van Doornspeek
Dave Draijer
Evert-Jan ’t Hoen
Chairon Isenia
Eelco Jansen
Sidney de Jong
Ferenc Jongejan
Eugene Kingsale
Dirk van ’t Klooster
Patrick de Lange
Reily Legito
Calvin Maduro
Diego Markwell
Ralph Milliard
Harvey Monte
Alex Smit

### Bogenschießen
- Wietse van Alten
Herren, Einzel: 27. Platz
Herren, Mannschaft: 5. Platz

- Pieter Custers
Herren, Einzel: 44. Platz
Herren, Mannschaft: 5. Platz

- Ron van der Hoff
Herren, Einzel: 30. Platz
Herren, Mannschaft: 5. Platz

### Fechten
- Sonja Tol
Damen, Degen, Einzel: 24. Platz

### Hockey
- Herrenteam
Silber

- Kader
Matthijs Brouwer
Ronald Brouwer
Jeroen Delmeé
Geert-Jan Derikx
Rob Derikx
Marten Eikelboom
Floris Evers
Erik Jazet
Karel Klaver
Jesse Mahieu
Teun de Nooijer
Rob Reckers
Taeke Taekema
Klaas Veering
Guus Vogels
Sander van der Weide

- Damenteam
Silber

- Kader
Minke Booij
Ageeth Boomgaardt
Chantal de Bruijn
Mijntje Donners
Miek van Geenhuizen
Sylvia Karres
Lieve van Kessel
Fatima Moreira de Melo
Eefke Mulder
Lisanne de Roever
Maartje Scheepstra
Janneke Schopman
Clarinda Sinnige
Minke Smabers
Jiske Snoeks
Macha van der Vaart

### Judo
- Edith Bosch
Damen, Mittelgewicht (bis 70 kg): Silber

- Guillaume Elmont
Herren, Halbmittelgewicht (bis 81 kg): ohne Platzierung

- Dennis van der Geest
Herren, Schwergewicht (über 100 kg): Bronze

- Elco van der Geest
Herren, Halbschwergewicht (bis 100 kg): 5. Platz

- Deborah Gravenstijn
Damen, Leichtgewicht (bis 57 kg): Bronze

- Mark Huizinga
Herren, Mittelgewicht (bis 90 kg): Bronze

- Claudia Zwiers
Damen, Halbschwergewicht (bis 78 kg): ohne Platzierung

### Kanu
- Floris Braat
Herren, Einer-Kajak: 17. Platz

- Sam Oud
Herren, Einer-Kajak: 8. Platz

### Leichtathletik
- Joan van den Akker, Pascal van Assendelft, Annemarieke Kramer & Jacqueline Poelman
Damen, 4 × 100 Meter: DNF (1. Runde)

- Patrick van Balkom, Timothy Beck, Caimin Douglas & Troy Douglas
Herren, 4 × 100 Meter: DNF (1. Runde)

- Rens Blom
Herren, Stabhochsprung: 9. Platz

- Lornah Kiplagat
Damen, 10.000 Meter: 5. Platz

- Gert-Jan Liefers
Herren, 1500 Meter: 8. Platz

- Kamiel Maase
Herren, 10.000 Meter: 14. Platz

- Eugene Martineau
Herren, Zehnkampf: 22. Platz

- Karin Ruckstuhl
Damen, Siebenkampf: 16. Platz

- Gregory Sedoc
Herren, 110 Meter Hürden: DNF (2. Runde)

- Rutger Smith
Herren, Kugelstoßen: 13. Platz in der Qualifikation
Herren, Diskuswurf: 16. Platz in der Qualifikation

- Bram Som
Herren, 800 Meter: Halbfinale

- Lieja Tunks
Damen, Kugelstoßen: 11. Platz

- Simon Vroemen
Herren, 3000 Meter Hindernis: 6. Platz

- Chiel Warners
Herren, Zehnkampf: 5. Platz

### Radsport
- Thijs Al
Herren, Mountainbike, Cross-Country: 25. Platz

- Michael Boogerd
Herren, Straßenrennen, Einzel: DNF

- Jan Bos
Herren, olympischer Sprint: 6. Platz

- Theo Bos
Herren, Sprint: Silber 
Herren, 1000 Meter Zeitfahren: 5. Platz
Herren, Keirin: 11. Platz
Herren, olympischer Sprint: 6. Platz

- Bart Brentjens
Herren, Mountainbike, Cross-Country: Bronze

- Erik Dekker
Herren, Straßenrennen, Einzel: 38. Platz

- Thomas Dekker
Herren, Einzelzeitfahren: 20. Platz

- Max van Heeswijk
Herren, Straßenrennen: 17. Platz

- Levi Heimans, Jens Mouris, Peter Schep & Jeroen Straathof
Herren, 4000 Meter Mannschaftsverfolgung: 5. Platz

- Yvonne Hijgenaar
Damen, Sprint: 11. Platz
Damen, 500 Meter Zeitfahren: 5. Platz

- Servais Knaven
Herren, Straßenrennen, Einzel: DNF

- Karsten Kroon
Herren, Straßenrennen, Einzel: 49. Platz

- Mirjam Melchers-van Poppel
Damen, Straßenrennen, Einzel: 6. Platz
Damen, Einzelzeitfahren: 13. Platz

- Teun Mulder
Herren, Sprint: 10. Platz
Herren, 1000 Meter Zeitfahren: 11. Platz
Herren, Keirin: 2. Runde
Herren, olympischer Sprint: 6. Platz

- Bas Peters
Herren, Mountainbike, Cross-Country: 13. Platz

- Elsbeth van Rooy-Vink
Damen, Mountainbike, Cross-Country: 5. Platz

- Peter Schep
Herren, Punkterennen: 7. Platz

- Robert Slippens & Danny Stam
Herren, Madison: 14. Platz

- Adrie Visser
Damen, Punkterennen: 11. Platz

- Anouska van der Zee
Damen, Straßenrennen, Einzel: DNF

- Leontien Zijlaard-van Moorsel
Damen, Straßenrennen, Einzel: DNF
Damen, Einzelzeitfahren: Gold 
Damen, 3000 Meter Einzelverfolgung: Bronze

### Reiten
- Leopold van Asten
Springreiten, Einzel: DNF (2. Runde)
Springreiten, Mannschaft: 4. Platz

- Marlies Anne van Baalen
Springreiten, Einzel: 43. Platz
Springreiten, Mannschaft: 4. Platz

- Gert-Jan Bruggink
Springreiten, Einzel: 2. Runde
Springreiten, Mannschaft: 4. Platz

- Anky van Grunsven
Dressur, Einzel: Gold 
Dressur, Mannschaft: 4. Platz

- Sven Rothenberger
Dressur, Einzel: 17. Platz
Dressur, Mannschaft: 4. Platz

- Imke Schellekens-Bartels
Dressur, Einzel: 11. Platz
Dressur, Mannschaft: 4. Platz

- Gerco Schröder
Springreiten, Einzel: 20. Platz in der Qualifikation
Springreiten, Mannschaft: 4. Platz

- Wim Schröder
Dressur, Einzel: DNF (2. Runde)
Dressur, Mannschaft: 4. Platz

### Rudern
- Michiel Bartman, Chun Wei Cheung, Geert-Jan Derksen, Gerritjan Eggenkamp, Jan-Willem Gabriëls, Daniël Mensch, Diederik Simon, Matthijs Vellenga & Gijs Vermeulen
Herren, Achter: Silber

- Femke Dekker
Damen, Einer: 10. Platz

- Hurnet Dekkers, Annemiek de Haan, Nienke Hommes, Annemarieke van Rumpt, Sarah Siegelaar, Marlies Smulders, Helen Tanger, Froukje Wegman & Ester Workel
Damen, Achter: Bronze

- Marit van Eupen & Kirsten van der Kolk
Damen, Leichtgewichts-Doppelzweier: Bronze

- Joeri de Groot, Karel Dormans, Ivo Snijders & Gerard van der Linden
Herren, Leichtgewichts-Vierer ohne Steuermann: 4. Platz

- Dirk Lippits
Herren, Einer: 16. Platz

### Schießen
- Dick Boschman
Herren, Luftgewehr: 18. Platz
Herren, Kleinkaliber, Dreistellungskampf: 26. Platz
Herren, Kleinkaliber, liegend: 40. Platz

- Hennie Dompeling
Herren, Skeet: 21. Platz

- Jan-Cor van der Greef
Skeet: 34. Platz

### Schwimmen
- Madelon Baans
Damen, 100 Meter Brust: 21. Platz
Damen, 4 × 100 Meter Lagen: 6. Platz

- Inge de Bruijn
Damen, 50 Meter Freistil: Gold 
Damen, 100 Meter Freistil: Silber 
Damen, 4 × 100 Meter Freistil: Bronze 
Damen, 100 Meter Schmetterling: Bronze 
Damen, 4 × 100 Meter Lagen: 6. Platz

- Inge Dekker
Damen, 4 × 100 Meter Freistil: Bronze

- Chantal Groot
Damen, 4 × 100 Meter Freistil: Bronze 
Damen, 4 × 200 Meter Freistil: 9. Platz
Damen, 100 Meter Schmetterling: 21. Platz
Damen, 4 × 100 Meter Lagen: 6. Platz

- Pieter van den Hoogenband
Herren, 50 Meter Freistil: 17. Platz
Herren, 100 Meter Freistil: Gold 
Herren, 200 Meter Freistil: Silber 
Herren, 4 × 100 Meter Freistil: Silber

- Joris Keizer
Herren, 100 Meter Schmetterling: 19. Platz

- Johan Kenkhuis
Herren, 50 Meter Freistil: 18. Platz
Herren, 4 × 100 Meter Freistil: Silber

- Annabel Kosten
Damen, 4 × 100 Meter Freistil: Bronze

- Celina Lemmen
Damen, 4 × 200 Meter Freistil: 9. Platz

- Thijs van Valkengoed
Herren, 100 Meter Brust: 16. Platz
Herren, 200 Meter Brust: 26. Platz

- Stefanie Luiken
Damen, 4 × 100 Meter Lagen: 6. Platz

- Haike van Stralen
Damen, 4 × 200 Meter Freistil: 9. Platz

- Mark Veens
Herren, 4 × 100 Meter Freistil: Silber

- Bianca van der Velden & Sonja van der Velden
Damen, Synchronschwimmen, Duett: 13. Platz

- Marleen Veldhuis
Damen, 50 Meter Freistil: 9. Platz
Damen, 100 Meter Freistil:11. Platz
Damen, 4 × 100 Meter Freistil: Bronze 
Damen, 4 × 200 Meter Freistil: 9. Platz
Damen, 4 × 100 Meter Lagen: 6. Platz

- Mitja Zastrow
Herren, 4 × 100 Meter Freistil: Silber

- Klaas-Erik Zwering
Herren, 4 × 100 Meter Freistil: Silber

### Segeln
- Annemieke Bes, Petronella de Jong & Annelies Thies
Damen, Yngling: 4. Platz

- Mitch Booth & Herbert Dercksen
Tornado: 5. Platz

- Carolijn Brouwer
Damen, Europe: 19. Platz

- Kalle Coster & Sven Coster
Herren, 470er: 6. Platz

- Joeri van Dijk
Herren, Windsurfen: 20. Platz

- Margriet Matthijsse & Lisa Westerhof
Damen, 470er: 9. Platz

- Mark Neeleman & Peter van Niekerk
Star: 14. Platz

- Jaap Zielhuis
Herren, Finn DInghy: 19. Platz

### Taekwondo
- Charmian Sobers
Damen, Weltergewicht (bis 67 kg): 9. Platz

- Patrick Stevens
Männer, Weltergewicht (bis 80 kg): 11. Platz

### Tischtennis
- Danny Heister
Herren, Einzel: 33. Platz
Herren, Doppel: 9. Platz

- Trinko Keen
Herren, Einzel: 17. Platz
Herren, Doppel: 9. Platz

### Trampolinturnen
- Andrea Lenders
Damen, Einzel: 8. Platz

- Alan Villafuerte
Herren, Einzel: 1. Runde

### Triathlon
- Wieke Hoogzaad
Damen, Einzel: 25. Platz

- Tracy Looze
Damen, Einzel: 29. Platz

### Turnen
- Suzanne Harmes
Damen, Einzelmehrkampf: 42. Platz in der Qualifikation
Damen, Boden: 26. Platz in der Qualifikation
Damen, Pferdsprung: 53. Platz in der Qualifikation
Damen, Schwebebalken: 74. Platz in der Qualifikation
Damen, Stufenbarren: 52. Platz in der Qualifikation

- Laura van Leeuwen
Damen, Einzelmehrkampf: 46. Platz in der Qualifikation
Damen, Boden: 73. Platz in der Qualifikation
Damen, Pferdsprung: 69. Platz in der Qualifikation
Damen, Schwebebalken: 61. Platz in der Qualifikation
Damen, Stufenbarren: 27. Platz in der Qualifikation

### Volleyball (Beach)
- Rebekka Kadijk & Marrit Leenstra
Damenwettkampf: 19. Platz

### Volleyball (Halle)
- Herrenteam
9. Platz (Vorrunde)

- Kader
Rob Bontje
Albert Cristina
Kay van Dijk
Nico Freriks
Dirk-Jan van Gendt
Mike van de Goor
Guido Görtzen
Robert Horstink
Marko Klok
Reinder Nummerdor
Richard Schuil
Jeroen Trommel